# Emily Chichester
Pour les articles homonymes, voir Chichester.
Emily Chichester est une actrice américaine née dans le Michigan le 25 novembre 1896 et morte à San Francisco le 25 janvier 1955.

## Filmographie partielle
- 1919 : Nobody Home de Elmer Clifton : Sally Smith
- 1920 : L'oiseau s'envole (Once to Every Woman) de Allen Holubar : Patience Meredith
- 1920 : L'Appartement n° 13 (The Woman in Room 13) de Frank Lloyd : Harriet Marsh
- 1921 : Wedding Bells de Chester Withey : Marcia Hunter
- 1921 : Le Roi des bûcherons (The Rider of the King Log) de Harry O. Hoyt : Cora Marthorn
- 1925 : School for Wives de Victor Halperin : Kitty Dawson